# Kerntechnische Entsorgung Karlsruhe
Die Kerntechnische Entsorgung Karlsruhe GmbH (Abk. KTE) ist ein deutsches Unternehmen, das sich mit dem Rückbau kerntechnischer Forschungs- und Prototypanlagen sowie der Verarbeitung und Zwischenlagerung des dabei entstehenden Behandlung radioaktiven Abfalls befasst. Das Unternehmen beschäftigt etwa 700 Mitarbeiter.
Alleinige Gesellschafterin der KTE ist die bundeseigene EWN Entsorgungswerk für Nuklearanlagen GmbH. Finanziert wird die KTE überwiegend durch das Bundesministerium für Bildung und Forschung sowie durch das Ministerium für Wirtschaft, Arbeit und Tourismus des Landes Baden-Württemberg. Der jährliche Etat beträgt 250 Millionen Euro, ca. 30 Prozent davon werden als Vorauszahlung an das Endlager geleistet.
Firmenstandort ist der KIT Campus Nord bei Eggenstein-Leopoldshafen. Hier verantwortet die KTE den Rückbau der stillgelegten nuklearen Forschungsanlagen u. a. des Kernforschungszentrums Karlsruhe. Im Rahmen kerntechnischer Grundlagenforschung und Anwendungsentwicklung entstanden hier in den 1960er-1980er Jahren neben Laboranlagen vor allem Forschungs- und Prototypreaktoren: der Forschungsreaktor (FR2), der Mehrzweckforschungsreaktor (MZFR) sowie die Kompakte Natriumgekühlte Kernreaktoranlage Karlsruhe KNK. Die sogenannten Heißen Zellen sind Forschungslabore, in denen Kernbrennstoffe untersucht wurden. Ebenfalls im Rückbau befindet sich die WAK, eine zwischen 1971 und 1990 betriebene Pilotanlage zur Wiederaufarbeitung von Kernbrennstoffen, sowie die Verglasungseinrichtung Karlsruhe VEK.
Das Unternehmen hat zudem die Verantwortung für die bereits am Standort angefallenen und zukünftig anfallenden radioaktiven Abfälle. Bis zur Abgabe an ein Endlager des Bundes werden diese am Standort zwischengelagert. Dafür betreibt die KTE mittlerweile mehrere Lagergebäude für schwach- und mittelaktive Abfälle mit einem Gesamtlagervolumen von rund 100.000 m³ – das größte Zwischenlager Deutschlands.

## Geschichte
1964 gründeten Unternehmen der chemischen und kerntechnischen Industrie die Deutsche Gesellschaft für Wiederaufarbeitung von Kernbrennstoffen (GWK). Es war das erklärte politische Ziel, zur Schließung des nuklearen Brennstoffkreislaufs in Deutschland eine eigene Wiederaufarbeitungsanlage zu errichten. Im Auftrag des unmittelbar benachbarten Kernforschungszentrums Karlsruhe übernahm die GWK die Planung, den Bau und Betrieb einer Pilotanlage, in der die wesentlichen Verfahrensschritte erprobt und optimiert werden sollten: die Wiederaufarbeitungsanlage Karlsruhe (WAK)[2]. Die Pilotanlage ging 1971 in Betrieb. 1979 stieg die chemische Industrie aus dem Projekt Wiederaufarbeitung von Kernbrennstoffen aus; die GWK wurde durch die „Deutsche Gesellschaft für Wiederaufarbeitung von Kernbrennstoffen (DWK)“, einer Tochter deutscher Energieversorgungsunternehmen übernommen. Die DWK-eigene „Wiederaufarbeitungsanlage Karlsruhe Betriebsgesellschaft mbH (WAK BGmbH)“ führte den Wiederaufarbeitungsbetrieb weiter. Nach Aufgabe des Projekts der Wiederaufarbeitungsanlage Wackersdorf (WAW) wurde der Betrieb der WAK 1990 eingestellt.
2006 übernahm die bundeseigene EWN (damals noch: Energiewerke Nord) die stillgelegte WAK BGmbH, die zur „Wiederaufarbeitungsanlage Karlsruhe Rückbau- und Entsorgungs-GmbH“ (WAK GmbH) umfirmiert wurde.
2009 schlossen sich die Universität Karlsruhe (TH) und das Forschungszentrum Karlsruhe (bis 1995: Kernforschungszentrum Karlsruhe) zum KIT zusammen. Die stillgelegten kerntechnischen Versuchs- und Prototypanlagen des Forschungszentrums gingen in diesem Zug an die WAK GmbH über. Seitdem verantwortet das Unternehmen, 2017 zur Kerntechnische Entsorgung Karlsruhe GmbH (kurz KTE) umfirmiert, gebündelt alle Rückbau- und Entsorgungsaktivitäten am Standort KIT Campus Nord.

## Betrieb der Anlage
Die Anlage hatte eine Kapazität von 35 t pro Jahr bei 200 Betriebstagen pro Jahr mit einer Anreicherung bis zu 3 % U-235-Äquivalent.

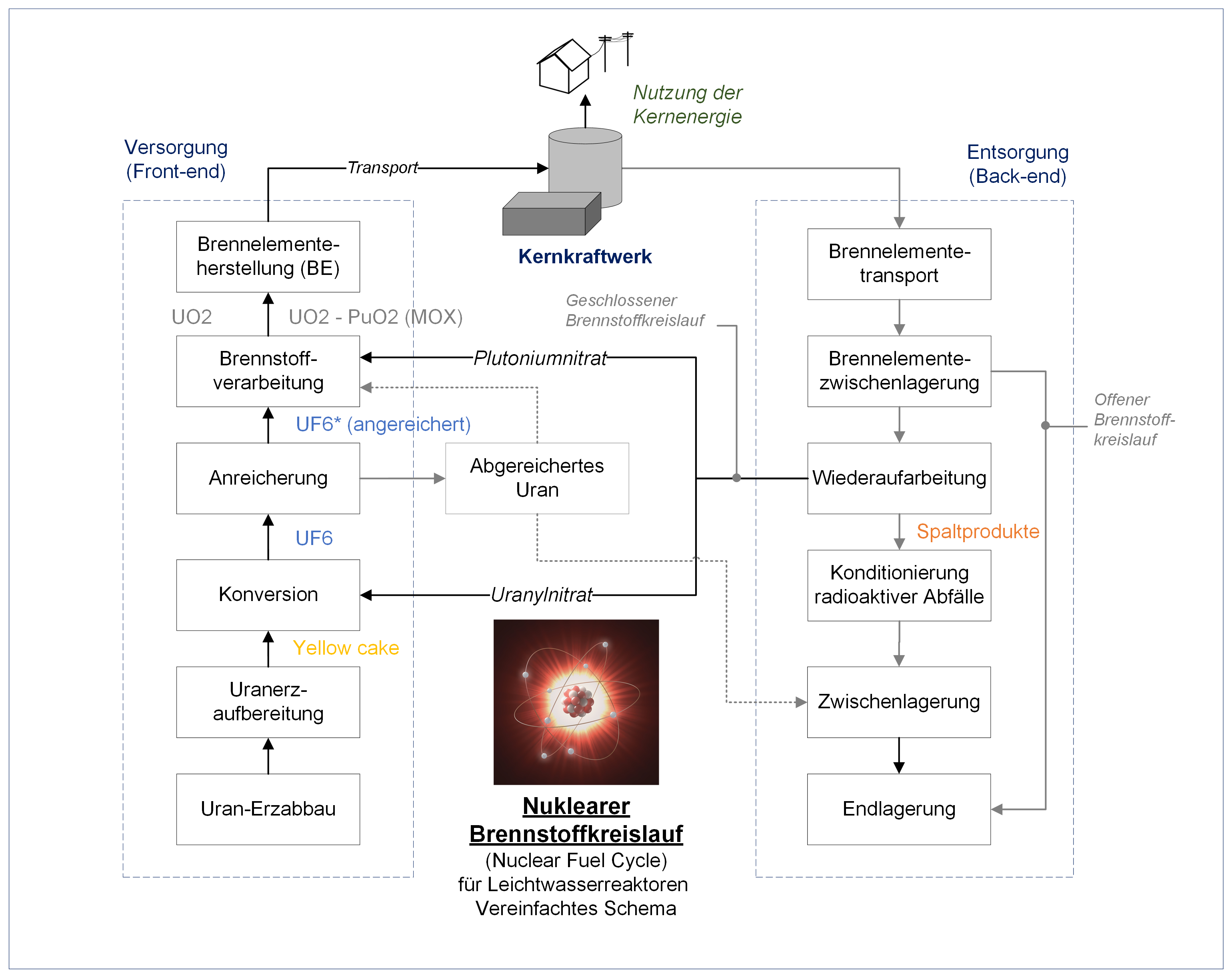
Position einer Wiederaufarbeitungsanlage im kerntechnischen Brennstoffkreislauf

Der Aufschluss der Brennelemente erfolgte im sogenannten Chop-leach-Verfahren, die Uran/Plutonium-Trennung im zweizyklischen PUREX-Prozess mit 30 % Tri-n-butyl-phosphat in n-Dodecan.
Seit der Inbetriebnahme wurden bis zum Ende des Auflösebetriebs im Jahre 1990 208 t bestrahlter Kernbrennstoff aufgearbeitet und über 1 t Plutonium abgetrennt. Das gesamte in der WAK abgetrennte Plutonium entspricht bei 70 % spaltbarem Anteil dem Energiegehalt von 1,5 Millionen Tonnen Steinkohle.

## Rückbau und Entsorgung
Die während der 19-jährigen Betriebszeit angefallenen ca. 60 m³ hochradioaktiven Flüssigabfälle (HAWC, engl. high active waste concentrate) mit einer Aktivität von 700 Billiarden Becquerel wurden in Edelstahltanks ständig auf 25 Grad heruntergekühlt. Sie mussten zur Zwischenlagerung an Ort und Stelle in Glas (Glaskokillen) eingebunden werden. Hierfür wurde am Standort Karlsruhe eine Anlage, die Verglasungseinrichtung Karlsruhe (VEK) von 1999 bis 2005 erbaut. Die Inbetriebsetzung wurde 2005 begonnen, ab April 2007 lief die Anlage im kalten Testbetrieb. Die am 16. September 2009 begonnene Verglasung der Abfälle wurde bis Ende 2010 abgeschlossen.
Ziel ist der Rückbau der WAK zur „Grünen Wiese“ bis 2021–2023. Zur Finanzierung der Stilllegung wurden von der DWK und vom Bund je 0,5 Mrd. Euro zurückgelegt, die Ende 2005 aufgebraucht waren. Die Gesamtkosten der Stilllegung und des Rückbaus werden vom Betreiber auf 2,6 Milliarden € (Stand 2007) geschätzt. Die weitere Stilllegung obliegt nun dem Bund und dem Land Baden-Württemberg, die DWK beteiligt sich in bestimmtem Umfang an den Kosten für die Abfallbehandlung. Seit 2006 ist die WAK eine 100 % Tochter des bundeseigenen Unternehmens Energiewerke Nord.
Anfang August 2016 wurde mit dem Bau zweier weiterer Zwischenlagergebäude begonnen, die 2023 in Betrieb gehen sollen.

## Plutonium-Affäre 2001
In der zweiten Jahreshälfte 2000 entwendete ein mit dem Rückbau der Anlage beschäftigter Mann einer Speyerer Firma ein Röhrchen mit plutoniumhaltigen Rückständen und ein kontaminiertes Wischtuch. Diese Gegenstände verbrachte er in seine Wohnung, wodurch sowohl diese, als auch drei PKW radioaktiv kontaminiert wurden. Seine Lebensgefährtin, ihre Tochter und er selbst erhielten eine erhöhte Strahlendosis. Mitte 2001 wurden bei dem 47-jährigen Mann im Zuge einer Routineuntersuchung radioaktive Stoffe nachgewiesen, woraufhin auch eine Untersuchung seiner Privatwohnung angeordnet wurde. Gegen den 47-Jährigen wurde ein vorläufiger Haftbefehl wegen des Verdachts auf Freisetzen ionisierender Strahlen erlassen. Die Dekontamination von Fahrzeugen und Wohnung sowie die anschließende Entsorgung kostete 2,2 Millionen Euro, wovon die WAK und das Kernforschungszentrum Karlsruhe 1,7 Millionen Euro und das Land Rheinland-Pfalz eine halbe Million Euro zahlten. Dieser Zwischenfall wurde als meldepflichtiges Ereignis mit Meldekategorie N und auf der Internationalen Bewertungsskala für nukleare Ereignisse als Störfall in Stufe 2 eingeordnet.